# Jakob Čebular
Jakob Čebular, slovenski gimnazijski profesor, * 31. julij 1844, Tekačevo, † 3. julij 1929, Ljubljana .

## Življenje in delo
Po končani gimnaziji v Celju (1866) je nadaljeval študij na univerzi v Gradcu in na Dunaju kjer je 1870 diplomiral. Služboval je v Gradcu in od 1871 na realki v Gorici, se 1904 upokojil in 1915 preselil v Ljubljano. V Gorici je do 90-tih let 19. stol. deloval pri raznih slovenskih društvih, pri Čitalnici in v načelstvu Goriške ljudske posojilnice.
Izdal je dva učbenika: Fizika za nižje gimnazije, realke in učiteljišča (Gorica 1882–83), s katero je ustvaril, uporabljajoč hrvaško terminologijo in s sodelovanjem F. Erjavca, slovensko fizikalno terminologijo; ter Knjigovodstvo za dvorazredne trgovske šole (Ljubljana, 1923).